# 대퇴직

미국의 퇴직률은 코로나19 범유행 초기 단계에서 급락하여 2020년 4월 최저치에 도달하였지만 빠르게 반등하여 2021년 3월부터 기록적인 수치에 도달하였다.

대퇴직(大退職; Great Resignation), 또는 대퇴사(大退社), 빅 퀴트(Big Quit), 대개편(Great Reshuffle)은 2021년 초를 기점으로 노동자가 대거 자진 퇴사하는 지속적인 경제 추세이다. 가능한 원인으로는 생활비 상승에 따른 임금 정체, 장기간 지속되는 직무 불만족, 코로나19 범유행의 안전 우려, 더 나은 원격 근무 정책을 가진 회사에서 일하고 싶은 욕구 등이 있다. 일부 경제학자들은 대퇴직이 총파업과 유사하다고 묘사하였다.
"대퇴직"(Great Resignation)이라는 용어는 유니버시티 칼리지 런던 경영대학원 경영학과 교수 앤서니 클로츠가 2021년 5월 지속적인 대량 이탈을 예상하며 고안하였다.

## 배경

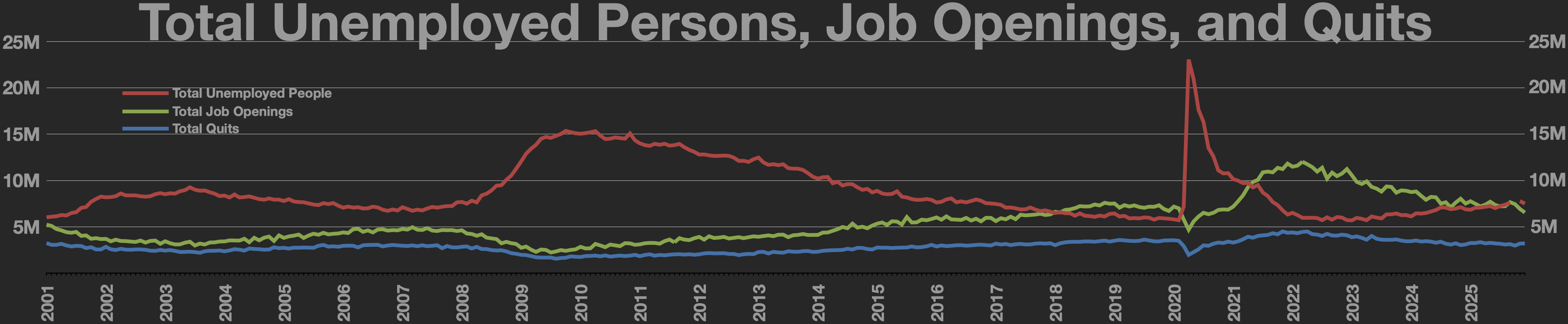
총 실업자
총 일자리
퇴직률

미국 노동부가 퇴직률을 처음 측정한 2000년 12월과 범유행이 시작된 지 약 1년 후인 2021년 2월 사이에 미국의 퇴직률은 월별 전체 노동력의 2.4%를 넘지 않았다. 높은 퇴직률은 높은 급여를 받는 직업을 얻을 수 있는 능력에 대한 노동자의 자신감을 나타내며, 이는 일반적으로 높은 경제 안정성, 풍부한 노동 인구, 낮은 실업률과 일치한다. 반대로 실업률이 높은 기간에는 고용률이 감소함에 따라 퇴직률도 감소하는 경향이 있다. 예를 들어, 대침체 동안 고용률이 3.7%에서 2.8%로 하락함에 따라 미국의 퇴직률은 2.0%에서 1.3%로 감소하였다.
코로나19 범유행 동안 미국의 퇴직률은 처음에 이 경향을 따랐다. 2020년 3월과 4월에는 사상 최대인 1,300만 명과 930만 명(8.6%, 7.2%)이 해고되었고, 이직률은 7년 만에 최저인 1.6%까지 떨어졌다. 정리 해고와 사직의 대부분은 서비스 산업, 보육과 같이 봉쇄의 영향을 가장 많이 받는 산업에서 불균형적으로 일하는 여성층이 좌우하였다.
그러나 범유행이 계속되면서 노동자들은 계속되는 노동력 부족과 초기의 높은 실업률에도 불구하고 많은 수가 직장을 그만두었다.

## 원인
코로나19 범유행은 노동자들이 자신의 경력, 근무 조건, 장기 목표를 재고할 수 있게 해주었다. 많은 직장에서 직원을 직접 고용하고자 함에 따라 노동자는 코로나19 범유행 동안 원격 근무의 자유와 일정 유연성을 원하였으며 이것이 2021년 8월 뱅크레이트의 조사 기준으로 대상의 대다수가 새 일자리를 찾는 주요 이유였다. 또한 많은 노동자, 특히 젊은 코호트의 노동자들은 더 나은 일과 삶의 균형을 얻으려고 한다. 더욱이, 수백만 명의 사람들이 이제 장기간의 코로나를 겪고 있다. 이러한 장애는 일할 능력이나 욕구를 바꿀 수 있다.
대면 접촉이 필요한 업종인 음식점과 호텔이 코로나19에 가장 큰 타격을 입었다. 코로나19 경기 부양 보조금 지급과 실업 수당 인상으로 생계를 위하여 저임금 직업에 의존했던 사람들이 집에 머물 수 있게 되었지만, 실업 수당이 철회된 곳은 그 결과 큰 일자리 창출 효과를 보지 못하였다. 한편, 자신의 직업에 만족하지 못하는 많은 노동자들이 경제적 장벽으로 인해 사직할 수 없다고 보고하는데, 이들 노동자의 대부분은 유색인종이다. 미국 비영리 단체 레스토랑 오퍼튜니티즈 센터 유나이티드(Restaurant Opportunities Center United )의 세코 시비 대표는 "산업 전반에 걸쳐 경쟁이 치열하여 노동자들이 그 어느 때보다 힘을 얻고 있다고 느끼고 있지만 그렇다고 해서 모든 사람이 현재 직장을 떠날 수 있는 것은 아니다"라고 말하였다.
어도비에서 실시한 연구에 따르면, 직무에 불만족할 가능성이 더 높은 밀레니얼과 Z세대가 탈출을 주도하고 있으며, Z세대의 절반 이상이 2022년 안에 새로운 일자리를 찾을 계획이라고 보고하였다. 하버드 비즈니스 리뷰는 30세에서 45세 사이의 코호트에서 퇴직률이 가장 많이 증가한 것으로 나타났다. 자산 관리 회사인 머서에 따르면 소수 인종, 저임금 노동자, 최일선 노동자들도 미국 내 직무에 더 불만을 갖고 있다.
카를로 피지넬리와 이페이 시바타가 작성한 IMF 실무 보고서는 코로나19 이전 수준과 비교하여 미국과 영국 노동 시장의 고용 손실 원인에 초점을 맞추었다. 그들은 일자리 불일치(즉, 사람들이 구직 활동을 하는 지역과 가장 일자리가 많은 지역 간의 불일치)가 글로벌 금융 위기 이후에 비해 덜 중요한 "적당한" 역할을 하는 것으로 파악하였다. 소위 "쉬세션"을 촉발한 여성에 대한 범유행의 영향은 미국 전체 고용 부족 원인의 약 16%를 차지하는 것으로 간주되었지만, 영국의 부족은 거의 또는 전혀 차지하지 않았다. 한편, 저자들은 영국과 미국 모두에서 부족분의 35%가 노동력에서 이탈하는 고령 노동자(55-74세) 때문이라고 밝혔다. 반면에 하버드 비즈니스 리뷰는 2020년 비율과 비교하였을 때 60-70세 사이의 퇴직률이 실제로 감소하였다고 보고하였다.
일각에서는 노동 시장의 위축이 노동자들의 대거 퇴사나 자영업으로의 전환 때문이 아니라 범유행 기간의 여행 제한으로 인한 이주노동자의 부족과 전반적인 반이민 정서의 고조 때문이라고 주장한다.

## 영향
대퇴직이 지속적인 영향을 미칠지 여부에 대해서는 이견이 있다. 이직률은 여전히 높지만 서구 국가의 많은 노동동자들이 2021년 말과 2022년 초에 대거 노동자로 복귀하고 있다.

### 호주
호주는 더 나은 급여와 근로 조건을 위하여 직장을 떠나는 전례 없는 수의 노동자를 목도하고 있다. IT 분야의 급여는 많은 영역에서 10% 이상 증가하였다.
2022년 2월 호주 재무장관인 조시 프라이덴버그는 노동 시장이 “대퇴직”이 아니라 “대개혁”을 겪고 있다고 보고하였다. 그는 또한 2021년 11월 이전 3개월 동안 백만 명이 넘는 노동자가 새로운 일자리를 시작했다고 보고하였으며, 이는 범유행 이전 평균보다 거의 10% 증가한 것이다. 2022년 2월 이전 3개월 동안 300,000명의 노동자가 더 나은 고용 기회를 위해 사직했다고 보고하였으며 이는 기록적인 수치이다. 직업을 바꾼 전형적인 호주 노동자가 8%에서 10%의 급여 인상을 받았기 때문에 이직의 주된 인센티브는 더 높은 임금으로 보인다.

### 중국
중국에서는 탕핑(唐平)이라고 하는 비슷한 사회 운동이 일어나고 있다. 이 운동은 2021년 4월, 대퇴직과 거의 같은 시기에 시작되었다. 996 시간제와 같은 과로에 대한 사회적 압력을 거부하는 것으로, 탕핑에 참여하는 사람들은 삶에 대한 낮은 욕망과 무관심한 태도를 통하여 "평평하게 누워 구타를 극복"하는 것을 선택한다. 경영전문지 ABC 머니는 근면한 삶과 삶의 만족 없이 희생하는 삶을 장려하는 정부가 후원하는 "중국몽"에 환멸을 느끼는 젊은이들에게 탕핑 라이프스타일이 반향을 일으켰다고 주장하였다. 중국 공산당(CCP)은 국영 미디어와 인터넷 검열을 통해 이 운동을 차단시키기 위해 노력해 왔지만 일부 당원들 이 운동이 젊은 세대의 근면함을 가장 잘 육성하는 방법에 대하여 숙고할 수 있는 기회를 제공한다고 말한다.

### 유럽
HR 회사 SD 웍스가 벨기에, 프랑스, 영국, 독일, 네덜란드의 5,000명을 대상으로 한 설문조사에 따르면 독일 노동자가 코로나19와 관련하여 가장 퇴직을 많이 하였으며 6.0%의 노동자가 이직하였다. 이어 영국이 4.7%, 네덜란드 2.9%, 프랑스 2.3% 순이었다. 벨기에는 1.9%로 가장 적은 수가 사직하였다.
일부 예비 데이터에 따르면 2021년 2분기부터 이탈리아에서 퇴사자 수가 증가하였다. 등록된 증가는 절대적 측면에서뿐만 아니라 퇴직률(취업 인구 대비 퇴직으로 계산) 및 퇴직 점유율(총 계약 종료 대비 퇴직으로 계산) 측면에서도 나타났다.
영국에서는 2021년 7월부터 9월 사이에 40만 명이 넘는 노동자가 직장을 떠났다. 이는 2년 전의 27만 명에서 증가한 수치이다. 2021년 12월에는 130만 개의 일자리가 공석이 되어 사상 최고치를 기록하였으며, 이는 100개 일자리 당 4.4개의 일자리이다. 고용 연구소(Institute for Employment Studies)의 토니 윌슨 소장에 따르면 영국의 노동력은 20년 만에 처음으로 2020년에 줄어들었다. 2021년 10월과 12월 사이에 16세에서 64세 사이의 영국 노동자가 직장으로 이직하는 비율은 3.2%로 사상 최고치를 기록하였다.
간호와 같은 일부 산업은 특히 번아웃으로 큰 타격을 받았다. 2021년 10월, 오미크론 변종으로 인하여 새로운 감염 사례가 발생하기 전 왕립 간호 대학(Royal College of Nursing)은 9,000명 이상의 영국 간호 노동자를 대상으로 설문조사를 실시하였다. 이 설문조사에서 응답자의 57%가 이직을 고려 중이거나 적극적으로 이직을 계획하고 있다고 답하였다. 보고된 주요 요인은 과소평가된 느낌, 피로감, 적절한 치료를 제공할 수 없는 것이었다.

### 인도
인도는 경제의 많은 부문에서 대규모 퇴사를 목도하였다. 특히 정보기술 부문은 2021년에 100만 명이 넘는 퇴직과 함께 대규모 감소를 경험하였다.

### 미국
2021년 4월, 코로나19 예방 접종률이 증가하면서 미국에서 대퇴직이 시작되고 있다는 증거가 나오기 시작하였다. 그 달에 기록적인 400만 명의 미국인이 직장을 그만두었다. 2021년 6월에는 약 390만 명의 미국 노동자가 직장을 그만두었다. 퇴사가 지속적으로 가장 많은 곳은 남부 지역으로 6월에 노동 인구의 2.9%가 자진 퇴사하였으며, 중서부(2.8%)와 서부(2.6%)가 그 뒤를 이었다. 북동부는 6월에 2.0%의 노동자가 퇴사하여 가장 안정적인 지역이었다.
2021년 10월, 미국 노동 통계국은 외식업 종사자의 퇴직률이 6.8%로 상승하여 지난 20년 동안 업계 평균인 4.1%를 훨씬 웃돌았으며,  2006년과 2019년의 업계 최고치인 5%보다 여전히 높은 수치라고 보고하였다. 소매업은 4.7%로 두 번째로 높은 퇴직률을 보였다. 범유행의 시작부터 2021년 11월까지 의료종사자 5명 중 약 1명이 직장을 그만두었다.
마이크로소프트의 2021년 업무 동향 지수(Work Trend Index)에 따르면 전 세계 노력의 40% 이상이 2021년에 직장을 그만둘 것을 고려하고 있었다. 2021년 8월 초 프라이스워터하우스쿠퍼스 설문조사에 따르면 노동자의 65%가 새로운 일자리를 찾고 있다고 말하였고 임원의 88%는 회사가 평소보다 더 높은 이직률을 경험하고 있다고 말하였다. 2021년 10월 포춘에 발표된 딜로이트 연구에 따르면 포춘 1000대 기업 중 CEO의 73%는 인력 부족이 향후 12개월 동안 사업에 지장을 줄 것이라고 예상하였으며 57%는 인재 유치가 회사의 가장 큰 과제라고 생각하였으며 35%는 직원 유지를 강화하기 위해 이미 혜택을 강화하였다고 말하였다.

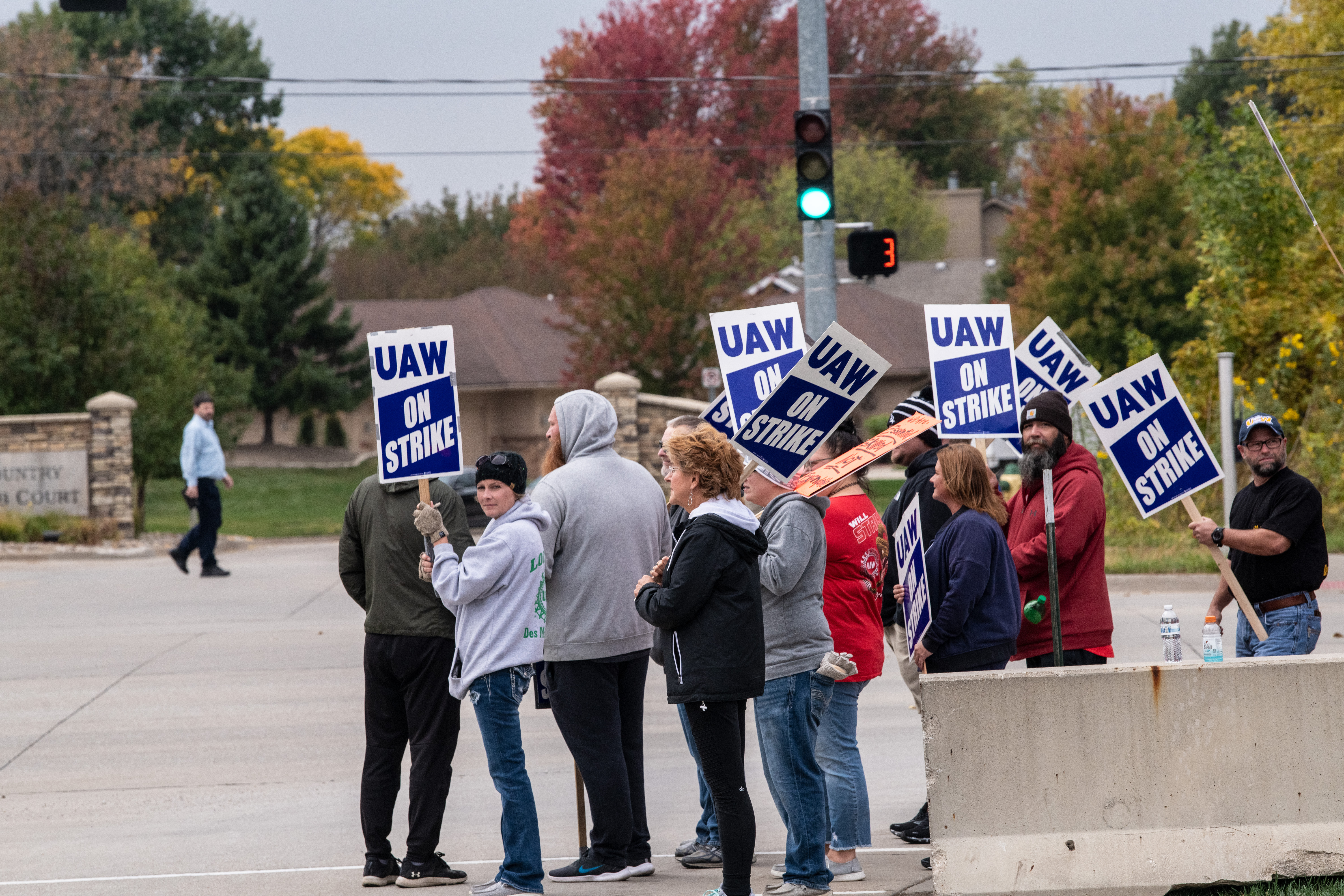
대퇴직은 스트라이크토버와 같은 노동 파업 물결에 비유되었다.

임금상승률은 급증하였다. 2021년 12월 임금상승률은 4.5%로 2001년 6월 이후 최고치를 기록하였다. 맥도날드와 같은 패스트푸드 산업의 일부 고용주는 노동자를 재고용하기 위하여 대학 장학금 및 의료 혜택과 같이 더 많은 혜택을 제공하고 있다. 공공 부문 일자리는 주로 유급 가족 휴가와 같은 더 강력한 혜택으로 인하여 민간 부문 일자리에 비해 노동자 유지율이 더 높았다.
대퇴직이 진행되는 동안 100,000명 이상의 미국 노동자들이 파업에 참여하거나 파업을 준비하면서 스트라이크토버로 알려진 파업 물결이 시작되었다. 스트라이크토버를 논의하는 동안, 일부 경제학자들은 대퇴직을 노동자들이 열악한 노동 조건과 낮은 임금에 반대하는 총파업에 참여하는 것으로 묘사하였다.

## 같이 보기
- 코로나19 경기 침체